# Have a Nice Day (film)
Pour l’article homonyme, voir Have a Nice Day.
Pour plus de détails, voir Fiche technique et Distribution.
Have a Nice Day (chinois simplifié : 好极了 ; chinois traditionnel : 好極了) est une comédie noire d'animation chinoise écrite et réalisée par Liu Jian et sortie en 2017. 
Le film a été sélectionné pour concourir pour l'Ours d'or dans la section principale du 67e Festival international du film de Berlin. Il a aussi fait partie des dix films sélectionnés officiellement pour le prix du long métrage du Festival international du film d'animation d'Annecy 2017 jusqu'à ce qu'il soit déprogrammé à la suite de pressions de la part des autorités chinoises.
Projeté en première française dans la compétition du huitième Festival international du film de La Roche-sur-Yon, le film est récompensé du Grand prix du jury le 22 octobre 2017.

## Synopsis
Préambule du film, un extrait de Résurrection de Léon Tolstoï :

En vain quelques centaines de milliers d’hommes, entassés dans un petit espace, s’efforçaient de mutiler la terre sur laquelle ils vivaient ; en vain ils en écrasaient le sol sous des pierres, afin que rien ne pût y germer ; en vain ils arrachaient jusqu’au moindre brin d’herbe ; en vain ils enfumaient l’air de pétrole et de houille ; en vain ils taillaient les arbres ; en vain ils chassaient les bêtes et les oiseaux : le printemps, même dans la ville, était toujours encore le printemps.
De fortes pluies sont sur le point de tomber sur la banlieue d'une ville en pleine urbanisation du sud de la Chine. Xiao Zhang, conducteur pour le compte d’un mafieux local, dérobe à son patron Oncle Liu un sac contenant un million de yuans pour financer un voyage en Corée du Sud pour que sa petite amie refasse son visage à la suite d'une chirurgie esthétique défaillante.
Celui-ci, par son vol, provoque de nombreuses réactions catastrophiques en chaîne. Xiao Zhang, son cousin, le chef de la mafia, un tueur à gage, des jeunes en quête de réussite et de petits entrepreneurs avides d'argent se croisent et tentent de récupérer le sac plein de billets de 100 yuans.
Le film s’achève sous une pluie diluvienne.

## Fiche technique
- Titre original : chinois simplifié : 好极了 ; chinois traditionnel : 好極了
- Titre français : Have a Nice Day
- Réalisation : Liu Jian
- Scénario : Liu Jian
- Photographie :
- Montage : Militia Xiao Liu
- Musique : The Shanghai Restoration Project
- Pays d'origine : Chine
- Langue originale : mandarin
- Format : couleur
- Genre : Animation, comédie noire
- Durée : 75 minutes
- Dates de sortie :
  -  Allemagne : 17 février 2017 (Berlinale)
  -  France : 20 juin 2018

## Distribution

### Voix originales
- Changlong Zhu : Xiao Zhang
- Kai Cao : Lao Zhao
- Liu Jian : Fang Yuanjun et Li Er
- Siming Yang : Liu Shu
- Haitao Shi : A De
- Xiaofeng Ma : Shoupi
- Feng Xue : Lao San
- Yi Zheng : Erjie
- Kou Cao : Huangyan
- Hong Zhu : Gu Anan
- Da Wang : Wu Lidu
- Yu Wu : la mère
- Xingjun Zhao : l'homme qui cherche de l’argent
- Hongyu Zeng : Little Boss
- Jie Gao : l'homme qui roule en Land Rover
- Haochen Li : Zhang Cuifang
- Pincun Li : le hacker
- Renwen Zhang et Qicheng Wu : les étudiants
- Kexin Li : le secrétaire
- Yuexin Yang : Frère Biao
- Xinyue Wang : la serveuse
- Gaosheng Yao : l'homme des travaux publics

## Sortie

### Accueil critique
En France, le site Allociné recense une moyenne des critiques presse de 3,6/5, et des critiques spectateurs à 2,8/5.
Pour Guillemette Odicino de Télérama, Have a Nice Day est « un ovni du cinéma d’animation qui sort, enfin, après avoir été censuré par les autorités chinoises au festival d’Annecy en 2017. [...] Liu Jian réalise un petit bijou d’humour noir et absurde, sous une pluie diluvienne. Magnifiquement dessinés, les paysages de zones industrielles désolées, où clignotent, encore, quelques enseignes de bars désertiques, évoquent la Chine de Jia Zhang-ke où chacun veut sa part de gâteau du capitalisme sauvage. ».
Pour Clarisse Fabre du Monde, « Liu Jian réussit un tableau féroce de son pays et un film de gangsters à la Tarantino ». La critique le classe dans ses cinq meilleurs films de l'année 2018.

## Distinctions

### Récompense
- Festival international du film de La Roche-sur-Yon 2017 : Grand prix du jury.

### Sélections
- Berlinale 2017 : en sélection en compétition officielle.
- Festival international du film d'animation d'Annecy 2017 : en sélection en compétition officielle puis déprogrammé à la suite des pressions des autorités chinoises. Le film est retiré à la demande de son producteur, car ce dernier n'a pas obtenu l'autorisation du gouvernement chinois pour que le film soit projeté hors de Chine à ce moment-là[11].